# Den röda ballongen
Den röda ballongen (franska: Le Ballon rouge) är en fransk novellfilm från 1956 i regi av Albert Lamorisse.

## Handling
Filmen utspelar sig i stadsdelen Ménilmontant i Paris och handlar om en pojke som träffar på en stor röd ballong som verkar ha ett eget medvetande.

## Priser och utmärkelser
- Louis Delluc-priset,  1956
- Oscar för bästa originalmanus,  27 mars 1957[3]
- Guldpalmen för bästa kortfilm

[Redigera Wikidata]